# La bandera argentina
Pour plus de détails, voir Fiche technique et Distribution.
La bandera argentina (littéralement « le drapeau argentin »), réalisé en 1897 par le pionnier du cinéma franco-argentin Eugène Py (1859-1924), est un court-métrage montrant le drapeau de l'Argentine flottant au vent et qui fut considéré comme le premier film jamais produit en Argentine. Le film est présumé perdu.

## Histoire
Le film, projeté en 1897, n'est en fait que la quatrième ou cinquième film tourné en Argentine après trois autres courts-métrages, tous tournés à Buenos Aires par l'Allemand Federico Figner en 1896 et connus sous les noms de Vistas de Palermo, Avenida de Mayo et Plaza de Mayo, mais également considérés perdus.
La Bandera Argentina est généralement présenté comme le premier film du pays en raison de son titre et de son importance patriotique, même si les pellicules de Figner ont été projetées à la date du 24 novembre 1896.

## Fiche technique
- Titre : La bandera argentina
- Réalisation : Eugène Py
- Caméra : Federico Figner
- Durée : 3 minutes

## Commentaires
Historiquement, le premier film projeté en Argentine est une production Lumière, le 18 juillet 1896.